# Espen Garnås
Espen Garnås (Norvégia, 1994. december 31. –) norvég labdarúgó, a Lillestrøm hátvédje.

## Pályafutása
Garnås Norvégiában született. Az ifjúsági pályafutását a Hallingdal csapatában kezdte, majd a Mjøndalen akadémiájánál folytatta.
2014-ben mutatkozott be a Kjelsås felnőtt keretében. 2017-ben az Ullensaker/Kisához igazolt. 2020. szeptember 8-án 3½ éves szerződést kötött a másodosztályban szereplő Lillestrøm együttesével. Először a 2020. szeptember 8-ai, Ranheim ellen 3–1-re megnyert mérkőzés 87. percében, Philip Slørdahl cseréjeként lépett pályára. Első gólját 2020. szeptember 25-én, a Strømmen ellen idegenben 4–1-es győzelemmel zárult találkozón szerezte meg. A 2020-as szezonban feljutottak az első osztályba.

## Statisztikák
2023. április 19. szerint
| Klub            | Szezon   | Osztály     | Bajnokság | Bajnokság | Kupa  | Kupa | Nemzetközi | Nemzetközi | Összesen | Összesen |
| Klub            | Szezon   | Osztály     | Meccs     | Gól       | Meccs | Gól  | Meccs      | Gól        | Meccs    | Gól      |
| --------------- | -------- | ----------- | --------- | --------- | ----- | ---- | ---------- | ---------- | -------- | -------- |
| Ullensaker/Kisa | 2017     | OBOS-ligaen | 8         | 0         | 0     | 0    | —          | —          | 8        | 0        |
| Ullensaker/Kisa | 2018     | OBOS-ligaen | 20        | 3         | 1     | 0    | —          | —          | 21       | 3        |
| Ullensaker/Kisa | 2019     | OBOS-ligaen | 24        | 3         | 1     | 0    | —          | —          | 25       | 3        |
| Ullensaker/Kisa | 2020     | OBOS-ligaen | 12        | 5         | 0     | 0    | —          | —          | 12       | 5        |
| Ullensaker/Kisa | Összesen | Összesen    | 64        | 11        | 2     | 0    | 0          | 0          | 66       | 11       |
| Lillestrøm      | 2020     | OBOS-ligaen | 16        | 1         | 0     | 0    | —          | —          | 16       | 1        |
| Lillestrøm      | 2021     | Eliteserien | 27        | 2         | 3     | 1    | —          | —          | 30       | 3        |
| Lillestrøm      | 2022     | Eliteserien | 28        | 2         | 2     | 0    | 4          | 0          | 34       | 2        |
| Lillestrøm      | 2023     | Eliteserien | 2         | 1         | 2     | 0    | —          | —          | 4        | 1        |
| Lillestrøm      | Összesen | Összesen    | 73        | 6         | 7     | 1    | 4          | 0          | 84       | 7        |
| Összesen        | Összesen | Összesen    | 137       | 17        | 9     | 1    | 4          | 0          | 150      | 18       |

## Sikerei, díjai
Lillestrøm
- OBOS-ligaen
  - Feljutó (1): 2020

- Norvég Kupa
  - Döntős (1): 2022–23